# Mazda MX-30
La Mazda MX-30 è un crossover SUV compatto prodotto dal 2020 dalla casa giapponese Mazda. È il primo veicolo ad alimentazione elettrica prodotto in serie dal costruttore giapponese.

## Descrizione

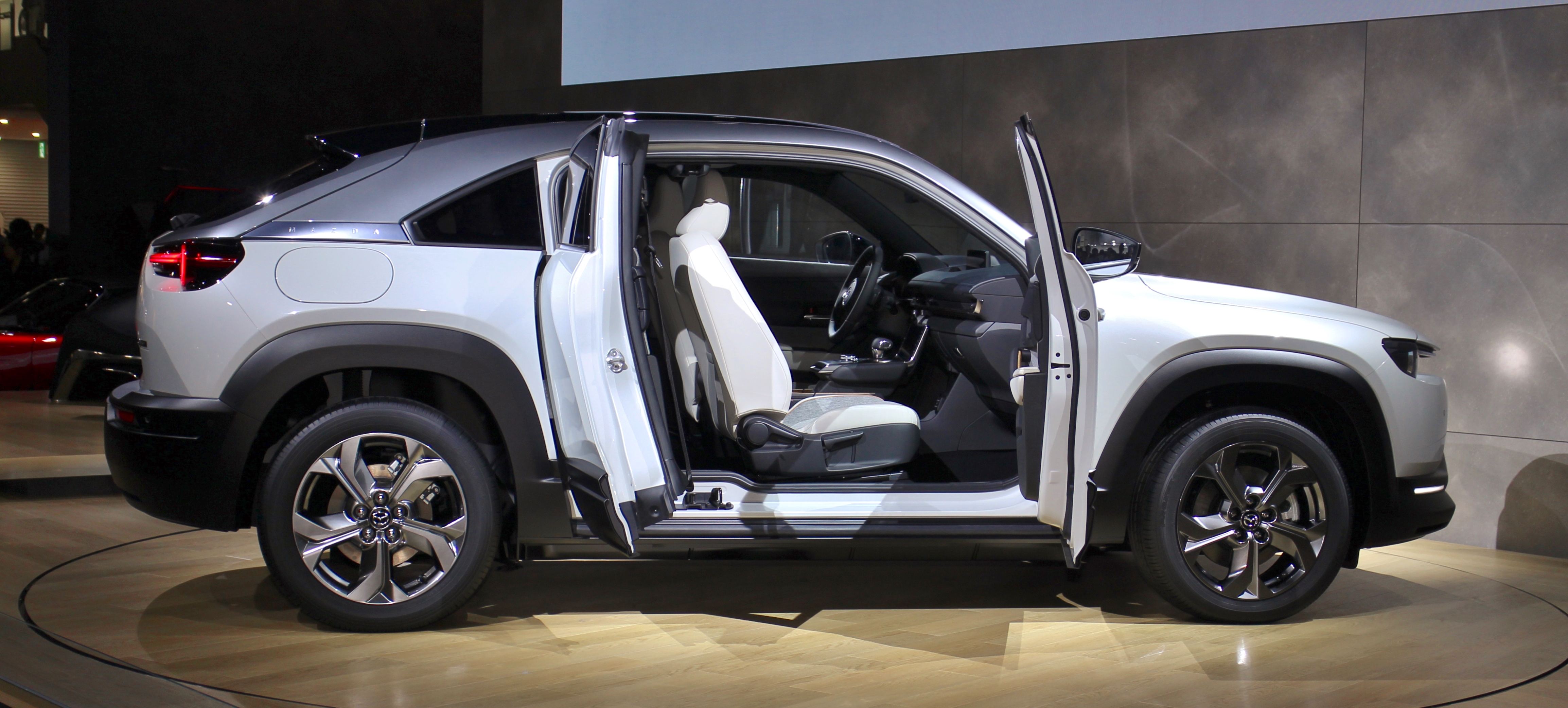
Vista laterale; notare le portiere con l'apertura ad armadio

Basata sulla stessa piattaforma della Mazda CX-30, ha esordito per la prima volta al salone di Tokyo 2019. Esteticamente si caratterizza per la presenza di due piccole portiere ad apertura ad armadio, che facilitano l'accesso alla zona posteriore dell'abitacolo; tale soluzione è stata ripresa dalla Mazda la RX-8.
La vettura è spinta da un motore elettrico da 105 kW di potenza e una coppia di 264 Nm, alimentato da una batteria dalla capacità di 35,5 kWh, con un'autonomia dichiarata di circa 209 km.
La versione 2022 è dotata di On Board Charger (OBC) interno di tipo trifase da 11 kW, con la possibilità di utilizzare la ricarica rapida con potenza massima di assorbimento fino a 50 kW. Il tempo di ricarica dal 20% all’80% è di 1 ora e 50 minuti, e di 26 minuti presso le stazioni di ricarica veloce in corrente continua.